# アーブル
株式会社アーブル（ARBRE）は、東京都新宿区に所在する日本の芸能事務所。

## 主な所属者
- 寺島咲
- 葉山さら
- 町本絵里
- 南沢珠李
- 有咲木乃夏

## 過去の主な所属者
- 紗英（元Wi-Fi-5）
- 梨木まい
- 森七菜